# Taskberget
Taskberget este o arie protejată (arie specială de conservare — SAC, sit de importanță comunitară — SCI) din Suedia întinsă pe o suprafață de 54 ha, integral pe uscat.

## Localizare
Centrul sitului Taskberget este situat la coordonatele 61°40′32″N 16°58′50″E / 61.6755°N 16.9805°E.

## Înființare
Situl Taskberget a fost declarat sit de importanță comunitară în ianuarie 2002 pentru a proteja un număr necunoscut de specii din flora spontană și fauna sălbatică aflate în arealul zonei. Situl a fost protejat și ca arie specială de conservare în martie 2011.

## Biodiversitate
Situată în ecoregiunea boreală, aria protejată conține 2 habitate naturale: Păduri fino-scandinave bogate în ierburi cu Picea abies, Taiga vestică.
La baza desemnării sitului se află un număr nedeclarat de specii protejate.